# 몇 살 때로 돌아가고 싶은가?
〈몇 살 때로 돌아가고 싶은가?〉(何歳の頃に戻りたいのか? 이쿠츠노코로니모도리타이노카[*])는 일본의 여성 아이돌 그룹 사쿠라자카46의 노래. 2024년 2월 21일에 사쿠라자카46의 여덟 번째 싱글로 소니 레코드에서 발매되었다.

## 개요
- 사쿠라자카46에 개명 후 전작인 〈승인욕구〉 발매 이후 4개월 만에 발매되는 여덟 번째 싱글이다.

### 내용주
1. ↑  케야키자카46 명의의 싱글 17번째(전달 한정 싱글 2곡을 포함)이다.